# Raión de Prymorsk
Prymorsk (en ucraniano: Приморський район) es un raión o distrito de Ucrania en el óblast de Zaporiyia. 
Comprende una superficie de 1400 km².
La capital es la ciudad de Prymorsk.

## Demografía
Según estimación de 2010 contaba con una población total de 32.299 habitantes.

## Otros datos
El código KOATUU es 2324800000. El código postal 72100 y el prefijo telefónico +380 6137.